# Barbara Mniszech

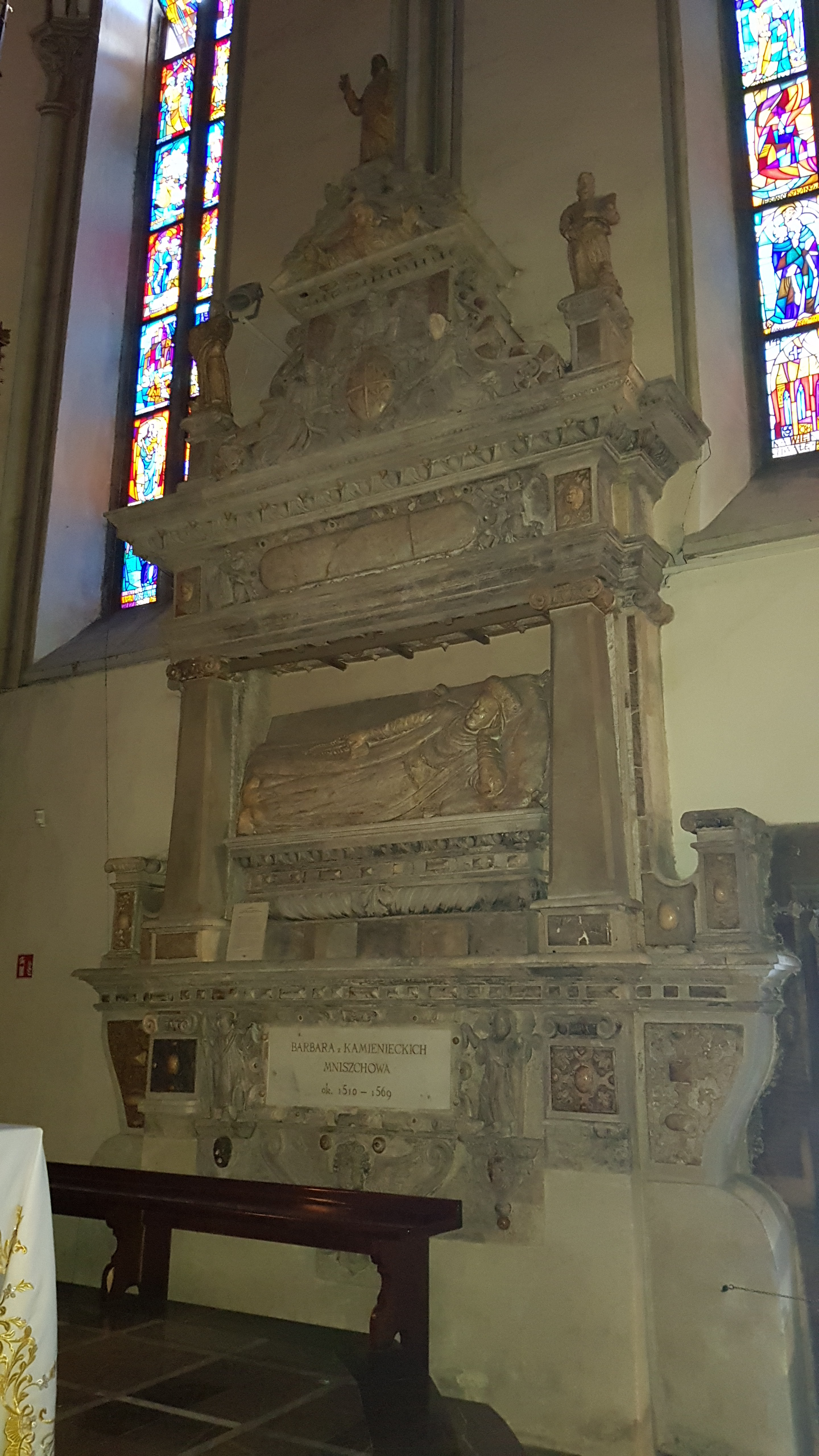
Nagrobek Barbary Mniszchowej w Krośnie

Barbara z Kamienieckich Mniszchowa (zm. ok. 1569) – starościna sokalska i łukowska. 

## Życiorys
Córka Marcina Kamienieckiego, herbu Pilawa – kasztelana lwowskiego, hetmana wojsk królewskich, podolskich, na Rusi, i Jadwigi Sieneńskiej (Kamienieckiej) z Oleska, herbu Dębno, która sprzedała swoją część Oleska Stanisławowi Żółkiewskiemu i zamieszkała z mężem Marcinem Kamienieckim na Zamku Kamienieckim w Odrzykoniu. W tym zamku urodziła się Barbara Mniszech.
Żona Mikołaja Mniszcha z Wielkich Kończyc na Ossowicy Mnischa, podkomorzego wielkiego, 
Matka Jerzego Mniszcha, wojewody sandomierskiego, i babka Maryny Mniszchównej, carycy, żony Dymitra Samozwańca.
Barbara Mniszech zmarła ok. 1569 r.
Jej renesansowy marmurowy nagrobek, wykonany (dzięki fundacji jej syna Jerzego Mniszcha), przez Jakuba Trwałego - lwowianina, przedstawiający Barbarę Mniszech w szlacheckim stroju, znajduje się w bocznej ścianie kościoła oo. Franciszkanów w Krośnie